# Chapa Coco
Chapa Coco foi um programa de televisão da MTV Brasil. Exibido entre 2005 e 2006 e era apresentado pelos vjs André Vasco, Felipe Solari, Keyla Boaventura e Kênya Boaventura, exibia videoclipes de diversos gêneros musicais e era exibido de segunda a sexta às 17h.